# Aylmer Haldane

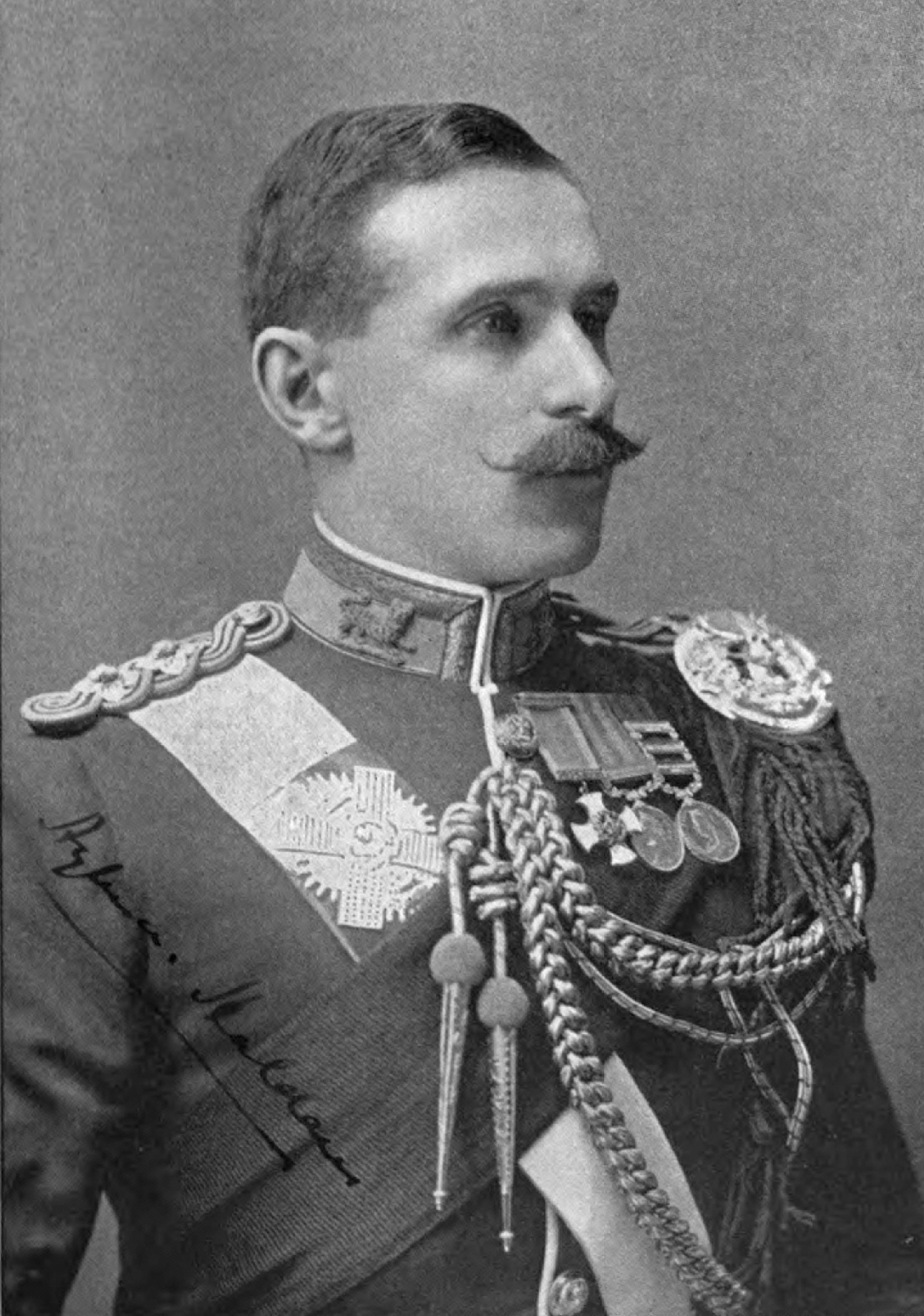
Aylmer Haldane um 1900

Sir James Aylmer Lowthorpe Haldane GCMG, KCB, DSO (* 17. November 1862 in Gleneagles, Schottland; † 19. April 1950 in London) war ein Offizier der British Army, zuletzt General.

## Leben
Haldane entstammte einer adligen Familie, er war der Sohn des schottischen Arztes Daniel Rutherford Haldane und Cousin des späteren Kriegsministers Richard Haldane. Er besuchte die Edinburgh Academy, das Wimbledon College und das Royal Military College Sandhurst, bevor er 1882 als Second Lieutenant in das Regiment der Gordon Highlanders aufgenommen wurde. Von 1894 bis 1895 diente er mit der Waziristan Field Force in der Chitral-Expedition und wurde im folgenden Jahr zum Captain befördert. Von 1897 bis 1898 nahm er am Tirah-Feldzug teil und wurde anschließend Aide-de-camp des Oberbefehlshabers in Indien, General William Lockhart.
Haldane diente im Zweiten Burenkrieg in Südafrika, wo er zusammen mit dem späteren Premierminister Winston Churchill, den er bereits aus Indien kannte, in Gefangenschaft geriet und in Pretoria inhaftiert wurde. Seine geplante Flucht mit Churchill schlug fehl, während letzterer entkommen konnte und so über Nacht zu Berühmtheit gelangte. Erst bei einem späteren Versuch gelang auch Haldane die Flucht. Er diente ab 1901 in der Intelligence Section und wurde 1902 zum Major befördert. Von 1904 bis 1905 war er Militärbeobachter bei der Kaiserlich Japanischen Armee im Russisch-Japanischen Krieg. 1906 erreichte er den Rang eines Colonel und diente bis 1909 als Assistant Director of Military Intelligence. 1910 wurde er im Rang eines Brigadier-General Kommandeur der 10. Infanteriebrigade.

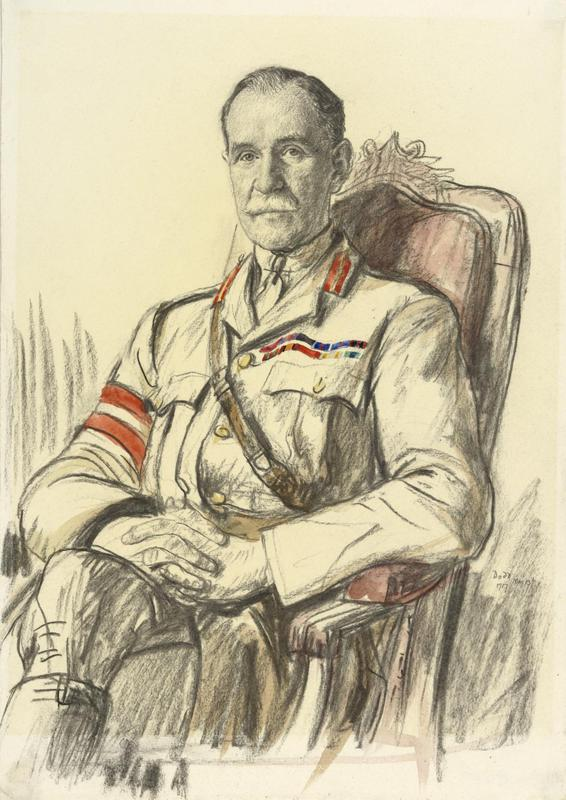
Porträt Haldanes von Francis Dodd, 1917

Diese führte er auch zu Beginn des Ersten Weltkriegs als Teil der 4th Division der British Expeditionary Force, bevor er im November 1914 nach dem „Wettlauf zum Meer“ den Befehl über die 3rd Division erhielt. Diese führte er unter anderem während der Ersten Flandernschlacht 1914. Im August 1916, während der Schlacht an der Somme, wurde er abgelöst und übernahm als Befehlshaber das VI Corps, das als Teil der 3. Armee Edmund Allenbys bei Arras eingesetzt war und Anfang 1917 an der Schlacht bei Arras beteiligt war. Anfang 1918 nahm Haldanes Korps an der Abwehr der deutschen „Michael“-Offensive teil. In der Hunderttageoffensive kam es unter anderem an der Sambre zum Einsatz.
Nach dem Ende des Krieges wurde er auf halben Sold gesetzt, Anfang 1920 aber reaktiviert und als Oberbefehlshaber nach Mesopotamien entsandt, wo wenig später ein Aufstand gegen die britischen Besatzungstruppen ausbrach. Dieser wurde von den Briten unter Haldanes Führung niedergeschlagen und im August 1921, nach der Konferenz von Kairo,  Faisal I. als König eingesetzt. Haldane blieb bis 1922 im Irak. 1925 schied er als General aus dem Dienst und veröffentlichte in der Folge mehrere autobiographische Werke. Er war, neben anderen Auszeichnungen, Knight of Grace des Order of Saint John.